# The Day the Violence Died
"The Day the Violence Died" är avsnitt 18 från säsong sju av Simpsons och sändes på Fox i USA den 17 mars 1996. Avsnittet skrevs av John Swartzwelder och regisserades av Wesley Archer. Kirk Douglas gästskådespelade som Chester J. Lampwick, Alex Rocco som Roger Meyers Jr., Jack Sheldon som grundlagsändring, Suzanne Somers som sig själv och Phil Hartman som Lionel Hutz. I avsnittet träffar Bart Simpson Chester J. Lampwick som berättar att han skapade Itchy i The Itchy & Scratchy Show. Lampwick stämmer Itchy and Scratchy Studios, för att få pengar för att de använt hans karaktär. Lampwick får 800 miljarder dollar i skadestånd och produktionsbolaget bakom The Itchy & Scratchy Show går i konkurs. Bart och Lisa bestämmer sig för att rädda studion och få dem att börja producera nya avsnitt igen. Avsnittet hamnade på plats 47 över mest sedda program under veckan med en Nielsen ratings på 9,2. Det var det mest sedda programmet på Fox under veckan.

## Handling
Bart och Lisa kollar på ett Itchy & Scratchy-maraton där de får reda på att invånarna i Springfield redan börjat köa inför morgondagens parad och de bestämmer sig för att också börja köa men Marge vill inte att de är ute hela natten så Homer får följa med dem.
Under paraden träffar Bart den hemlöse Chester J. Lampwick, som är arg på Itchy & Scratchy. Bart frågar varför och han berättar att Roger Meyers, Sr. stal Itchy från honom och bevisar för Bart och Milhouse sitt påstående genom att visa den animerade kortfilmen Manhattan Madness från 1919. Efter att han visat filmen brinner den upp i projektorn. Bart låter Lampwick bo i familjens källare tills han får sin andel för att de använt Itchy. Bart och Chester går till Roger Meyers Jr som är vd för Itchy & Scratchy Studios, och ber honom om 800 miljarder dollar men de får inga pengar då de saknar bevis.
Lampwick beslutar sig då att med hjälp av Bart och advokaten Lionel Hutz stämma Itchy och Scratchy Studios. Under rättegången blir det problem eftersom de inte några bevis men Bart kommer på att han sett en animeringscell skapad av Lampwick till salu på Android's Dungeon & Baseball Card Shop och Bart lånar pengar av Homer för att köpa den. På cellen finns Lampwich signatur med årtalet 1919. Domstolen dömer studion att betala 800 miljarder dollar till Lampwick. Företaget går i konkurs och inga fler avsnitt kan publiceras.
Bart och Lisa  gillar inte ersättaren till "The Itchy & Scratchy Show" som är "Amendment To Be" och försöker få Lampwick att börja publicera serien men han har redan tillräckligt med pengar och Meyers har inte råd att göra serien. De besöker biblioteket och hittar ett prejudikat som kan få Meyers att börja göra avsnitt igen men upptäcker att två andra barn, Lester och Eliza, redan har sett till att studion fått pengar igen efter att de stämt US Postal Service för deras maskot Mr Zip var en kopia av Itchy & Scratchy Studios "Mailman". Bart och Lisa är inte glada eftersom de själva ville lösa fallet och inte att två andra barn skulle göra det.

## Produktion
Bill Oakley och Josh Weinstein ville ha ett avsnitt om The Itchy & Scratchy Show i varje säsong. "The Day the Violence Died" skrevs av John Swartzwelder och regisserades av Wes Archer. Det avsnittet blev det som fick handla om The Itchy & Scratchy Show då de gillar animeringsskämt. Oakley anser att avsnittet var ett av de tokigaste någonsin och har sagt att den innehåller så mycket referenser och lokala skämt att tittarna inte förstod dem. Scenen då Homer tänker ge Bart massor av pengar är ett skämt som hatas av Matt Groening.
I Swartzwelders manus var från början "Amendment to Be" en parodi på humorn och stilen i Simpsons men producenterna tyckte inte det var roligt så de blev en parodi på "I'm Just a Bill" från Schoolhouse Rock. För att slippa bli stämda fick senatorn en helt annan design. I slutet medverkar Lester och Eliza som liknar Bart och Lisa efter de räddat Itchy & Scratchy Studios. Bart och Lisa brukar få lösa problem i avsnitten men författarna ville att två nya skulle göra det istället. Designen av dem fick likna Bart och Lisa från The Tracey Ullman Show. Lesters röst gjordes av Tress MacNeille som ibland får göra Barts röst under produktionsarbetet.
Kirk Douglas gästskådespelar som Chester J. Lampwick. William Hickey var först tänkt istället för Douglas. Producenterna ansåg att Hickeys röst skulle vara perfekt för dem men han tackade nej. I Nancy Cartwrights bok My Life as a 10-Year-Old Boy har hon skrivit att Douglas var jobbig under inspelningen då han vägrade ha på sig hörlurar och kunde inte höra Josh Weinsteins kommentarer och han klarade bara en replik per tagning. En scenen fick tas om tre gånger.
I manuset hade Swartzwelder tagit David Brinkley och Suzanne Somers med som kommentarer. Brinkley ville inte medverka så hans röst gjordes av Harry Shearer men Somers gjorde sin egen röst. Alex Rocco gästskådespelade återigen som Roger Meyers, Jr.. Phil Hartman gästskådespelade som Lionel Hutz.

## Kulturella referenser
Att Roger Meyers, Sr. har blivit fryst är en referens som myten att Walt Disney var det. Roger Meyers Jr. påpekar att The Honeymooners är en kopia på Familjen Flinta, Sergeant Bilko skapade Top Cat. Och att Huckleberry Hund, Clancy Wiggum, Yogi Björn är alla parodier vilket det är med Andy Griffith, Edward G. Robinson, Art Carney." Manhattan Madness är en parodi på Gertie the Dinosaur. Filmen "Itchy the Lucky Mouse" är en referens till "Oswald the Lucky Rabbit" av Disney och Ub Iwerks. "Amendment To Be" är en parodi på Schoolhouse Rock och delen "I'm Just a Bill". Jack Sheldon spelar grundlagsändringen i "Amendment to Be".
"Itchy and Scratchy Meets Fritz The Cat" är en referens till Katten Fritz. Den första Itchy & Scratchy-filmen kallades "Steamboat Itchy" vilken var med i "Itchy & Scratchy: The Movie", är en referens till Musse Pigg som Ångbåtskalle. Joseph P. Kennedy är en av Itchy & Scratchys producenter. Titeln är en parodi på "the Day the Music Died".

## Mottagande
Avsnittet hamnade på plats 47 över mest sedda program under veckan med en Nielsen ratings på 9,2. Avsnittet var det mest sedda programmet på Fox under veckan. Från DVD Movie Guide har Colin Jacobson ansett att avsnittet är het och hyllar Harry Shearers parodi på David Brinkley. Han anser att det är svårt att toppa den första Itchy filmen då en mus dödar en irländare och Teddy Roosevelt. Han gillar tvisten på slutet att Bart och Lisa försöker lösa problemet men någon annan hinner för dem och han har kallat avsnittet för en vinnare. Han gillar också Douglas medverkan. Från Total Film har Nathan Ditum kallat Douglas den 18:de bästa gästskådespelaren i seriens historia.
DVD Movie Guide anser att alla avsnitt som fokuserar på The Itchy & Scratchy Show är svårt att slå och Los Angeles Daily News anser att avsnittet ger mycket nöje. Jennifer Malkowski från DVD Verdict anser att den bästa delen är under rättegången för The Itchy & Scratchy Show där Lionel Hutz hämtar alla sina vittnen igen som bland annat är en buktalare,  jultomten, John Swartzwelder, Ralph Wiggum och McGuire-tvillingarna. Malkowski gav avsnittet betyget B-. Avsnittet är en enligt The Rockford Register Star en klassiker och de gillar mest parodin på Schoolhouse Rock. DVD Movie Guide gillade mest serien "Itchy & Scratchy Meet Fritz the Cat". I boken I Can't Believe It's a Bigger and Better Unofficial "Simpsons" Guide av Warren Martyn och Adrian Wood har de kommenterat att avsnittet är ett bra avsnitt med bra observationer på idéer och kopiering som slutade med en hänvisning till "The Tracy Ullman Show."
Dave Foster från DVD Times anser att avsnittet innehåller flera bra lokala skämt och situationer man hittar i sitcoms men lite våld iblandad. Columbia University har haft en kurs om Simpsons där man studerat avsnittet.